# حزب العمال في كوريا الجنوبية
حزب العمال في كوريا الجنوبية ( (بالكورية: 남조선로동당)‏ كان حزبًا شيوعيًا في كوريا الجنوبية من عام 1946 إلى عام 1949. تأسس في 23 نوفمبر 1946 من خلال اندماج مكتب الفرع الكوري الجنوبي للحزب الشيوعي الكوري، حزب الشعب الجديد في كوريا وفصيل من حزب الشعب الكوري (ما يسمى ب "ثمانية وأربعين").  كان بقيادة باك هون يونغ. 
تم حظر الحزب من قبل سلطات الاحتلال الأمريكية لأن الحزب كان معارضا شديدا لكوريا الجنوبية والولايات المتحدة، لكن الحزب نظم شبكة من الخلايا السرية وتمكن من الحصول على عدد كبير من الأتباع. كان لديه حوالي 360 ألف عضو بالحزب.  في عام 1947، شرع الحزب في حرب العصابات المسلحة. مع اشتداد اضطهاد الحزب، انتقلت أقسام كبيرة من قيادة الحزب إلى بيونغ يانغ.
عارض الحزب تشكيل دولة كورية جنوبية. في فبراير-مارس 1948 حرضت على إضرابات عامة في معارضة خطط إنشاء دولة كورية جنوبية منفصلة.  في 3 أبريل 1948، قاد الحزب انتفاضة شعبية في جزيرة جيجو، ضد الإعلان الأحادي لتأسيس جمهورية كوريا. في قمع الثورة، قتل الآلاف من سكان الجزيرة (انظر مذبحة جيجو ).
في أحد الإجراءات الرسمية الأولى، أقرت الجمعية الوطنية لكوريا الجنوبية قانون الخونة الوطنيين في سبتمبر 1948، والذي من بين تدابير أخرى، حظر حزب العمال في كوريا الجنوبية. 